# Odendaalsrus
Odendaalsrus is een plaats in de Zuid-Afrikaanse provincie Vrijstaat.
Odendaalsrus telt ongeveer 10.000 inwoners.

## Subplaatsen
Het nationaal instituut voor de statistiek, Stats SA, deelt sinds de census 2011 deze hoofdplaats in in 9 zogenaamde subplaatsen (sub place), waarvan de grootste zijn:
Ou Dorp • Ross Kent North.

## Geboren
- Kamohelo Mokotjo, voetballer